# Mythicomyia robiginosa
Mythicomyia robiginosa är en tvåvingeart som beskrevs av Axel Leonard Melander 1961. Mythicomyia robiginosa ingår i släktet Mythicomyia och familjen svävflugor. Inga underarter finns listade i Catalogue of Life.